# Marktoffingen
Marktoffingen – miejscowość i gmina w Niemczech, w kraju związkowym Bawaria, w rejencji Szwabia, w regionie Augsburg, w powiecie Donau-Ries, wchodzi w skład wspólnoty administracyjnej Wallerstein. Leży około 30 km na północny zachód od Donauwörth, przy drodze B25.

## Dzielnice
W skład gminy wchodzą dwie dzielnice:
- Marktoffingen
- Minderoffingen

## Demografia
| Rok  | Liczba mieszk. |
| ---- | -------------- |
| 1970 | 1 085          |
| 1987 | 1 238          |
| 2000 | 1 371          |

## Polityka
Wójtem gminy jest Marlies Häfner z UWG, rada gminy składa się z 12 osób.
|      | CSU | UWG | Razem |
| 2008 | 4   | 8   | 12    |
| 2002 | 5   | 7   | 12    |